# Gule sløjfe
Den gule sløjfe (engelsk: Yellow Ribbon) er et af de tidligste etablerede farvesløjfer som benyttes til at skabe opmærksomhed omkring et emne. 
Sløjfen har forskellige symbolske betydninger og er typisk bundet omkring et træ, båret af en person eller sat på et køretøj.

## Historie
Den Gule sløjfe nævnes første gang i en march benyttet i det amerikanske forsvar. Den første version som blev registreret med ophavsret i USA, havde titlen Round her neck she wears a yellow ribbon og blev registreret i 1917 af George A. Norton. John Fords film Kavaleriets gule bånd (She Wore a Yellow Ribbon) er opkaldt efter denne march.
Teksten inspirerede sangen Tie a Yellow Ribbon (Round the Ole Oak Tree) af Irwin Levine og L. Russell Brown, som blev en hit med Dawn featuring Tony Orlando i 1973 og blev senere også sunget af andre kunstnere, eksempelvis Frank Sinatra. Teksten handler om en frigiven fange som kommer hjem og bekymrer sig om hvorvidt hans kone har forladt ham, om hun savner ham. Hvis han er velkommen hjemme skal hun nu som et tegn binde en gul sløjfe om den gamle eg.
I november 1979, under gidselkrisen i Iran, organiserede en komité en kampagne hvor man ved at binde en gul sløjfe rundt om et træ kunne vise sin sympati for gidslerne. Penelope Laingen, konen til diplomaten Bruce Laingen som var en af gidslerne, bandt en sådan sløjfe om et træ nær sit hus i december samme og hjalp på denne måde med til at sprede budskabet. Den gule sløjfe fik et yderligere gennembrud i USA da de pårørende til soldaterne i Golfkrigen begyndte at benytte symbolet. Flere andre lande rundt om i verden er efterfølgende begyndt at benytte en gul sløjfe til at vise støtte til veteraner og soldater.

## Brug af den gule sløjfe
Betydningen af den gule sløjfe varierer fra land til land:
 Australien
I Australien har Save Albert Park gruppen benyttet den gule sløjfe som et protestsymbol. Gruppen protesterer mod ekspropriationen af en del af Albert Park i Melbourne som en del af det årlige Formel 1 Grand Prix. Da løbet blev flyttet til Melbourne i 1996, blev gule sløjfer bundet om træerne i den del af parken der skulle eksproprieres. Selvom gruppens aktioner var frugtesløse bindes der alligevel gule sløjfer om nærliggende træer hvert år i tiden omkring løbet.
Den 16. september 2012 blev den gule sløjfe officielt antaget som støtte for det frivillige brandvæsen i delstaten Queensland og blev en måned efter ratificeret.
 Canada
En gul sløjfe var ikke normalt i Canada før 1. verdenskrig. Under krigen blev sløjfen benyttet af mødre og koner til mænd der var draget i krig. Sløjfen repræsenterede forpligtelse, tro og håb overfor de canadiske soldater. I 1931 blev Westminsterstatutten vedtaget og Canada fik selvstyre og var på denne måde ikke længere underlagt militær kommando fra Storbritannien. Dette øgede nationalismen og nationalstoltheden da Canada trådte ind i krigen. Den gule sløjfe begyndte at repræsentere de tætte bånd landet havde med Frankrig og Storbritannien som man nu kæmpede side om side med som våbenbrødre. Da krigen nåede et lavpunkt for de allierede og et nederlag virkede næsten uundgåeligt repræsenterede sløjfen de tætte bånd soldaterne havde med deres hjemstavn og deres hjemland, Canada.
Den 11. september 2001 blev tre fly kapret og fløjet direkte ind i World Trade Center 1 og 2 samt Pentagon. Et fjerde fly blev også kapret, men nåede ikke at ramme sit mål, Det Hvide Hus, før det styrtede. Næsten 3.000 amerikanere mistede livet. Den canadiske regering iværksatte operation Yellow Ribbon, der skulle tage imod de hundredevis af internationale fly der skulle flyve til USA efter landet etablerede en flyveforbudszone der dækkede hele landet. ICAO annoncerede klokken 0940 at alle fly over Canada, hvad enten de var på vej mod USA eller lige havde lettet fra USA skulle lande i Canada af sikkerhedshensyn. Operation Yellow Ribbon var Canada's støtte til USA i denne tid og viste solidariteten med landet ved at give alle de strandede passagerer mad, lægehjælp og husly indtil de kunne komme hjem.
 Danmark
I Danmark er den gule sløjfe mere eller mindre det officielle (dog ikke officielt anerkendt af Forsvaret) symbol for støtte til soldaterne i internationale operationer og landets veteraner. En lille gul sløjfe er de senere år ofte blevet båret på jakkereverset af Forsvarsministeren.
 Estland
I Estland begyndte man den 13. maj 2011 at benytte den gule sløjfe efter Estlands præsident Hendrik Ilves skrev på Facebook: "Familierne til de syv estiske borgere der er taget som gidsler i Libanon behøver al vor støtte. Ikke påtrængende nysgerrighed, men derimod en stille og fast støtte der udtrykker: Jeres bekymringer er vores bekymringer, vi håber og tror sammen med Jer. I dag, for at vise min støtte til Jer, sætter jeg en gul sløfe i mit revers." De syv estiske statsborgere præsidenten refererede til blev taget som gidsler den 23. marts 2011 i det østlige Libanon under en cykeltur.
 Hongkong
Den gule sløjfe repræsenterer almindelig valgret og kravet om demokrati i  HongKong da farven gul er den officielle farve for mange valgretsorganisationer. Disse er inspireret af den kvindelige valgretskampagne i USA i 1860. Den gule sløjfe bruge på forskellige måder, især på de sociale medier til at udvise solidaritet med de pro-demokratiske forkæmpere. Symbolet blev mere udbredt efter politiet i Hong Kong affyrerede tåregas og peberspray for at opløse den store mængde af protesterende som havde belejret Harcourt Road i Admiralty den 28. september under demonstrationerne i Hongkong i 2014. Betydningen af den gule sløjfe omfatter nu også ønsket om mindre magtmisbrug fra myndighedernes side.
 Indonesien
I Indonesien bliver den gule sløjfe benyttet som et symbol på solidaritet og sympati for ofrene for det kaos og de optøjer der opstod i Indonesien i perioden 13–15 maj 1998. Ofrene var primært indonesisk-kinesiske.
 Israel
I starten af august 2008 begyndte man, i den israelske provins Galilæa, at binde gule sløjfer om det venstre sidespejl på civile køretøjer som et symbol på håbet om frigivelsen af den israelske soldat Gilad Shalit som var taget til fange af Hamas i Gazastriben. Soldaten er siden hen blevet frigivet og tilbageleveret til Israel i en udveksling med 1027 Hamas-sympatisører fængslet af Israel.
 Italien
I Italien bliver den gule sløjfe båret til støtte for krigsfanger. Sløjfen bliver også benyttet til støtte for de to italienske marineinfanterister under den diplomatiske krise mellem Italien og Indien.
 Japan
En version af Japans æresmedaljer benytter en gul sløjfe til at anerkende personer som via deres arbejde er blevet samfundsmæssige rollemodeller.
 Kina
I Kina benyttes den gule sløjfe som et minde om sænkningen af Dong Fang Zhi Xing.
 Kuwait
I Kuwait bæres den gule sløjfe til støtte for de kuwaitiske krigsfanger i Irak fra den irakiske invasion i 1990 og frem til Bagdads fald den 9. april 2003. Bagdads fald markerede slutningen på Saddam Husseins regeringstid. Efterfølgende er et antal kuwaitiske grave fundet.
 Malaysia
I Malaysia er den gule sløjfe et symbol for trykkefriheden.
 New Zealand
I New Zealand skaber den gule sløjfe opmærksom omkring selvmord. New Zealand har en af verdens højeste ungdomsselvmordsrater. Sløjfen benyttes også som symbol om solidaritet og erindring for minearbejderne ved Pike River minen som blev fanget i minen efter en eksplosion og mistede livet den 19. november 2010.
 Filippinerne
I Filippinerne fik den gule sløjfe sit gennembrug under 1980'ernes militære undtagelsestilstande som et symbol på oppositionslederen Senator Benigno Aquino, Jr. Inspireret af sangen Tie a Yellow Ribbon Round the Ole Oak Tree, hængte hans tilhængere gule sløjfer op langs vejene i Manila for at velkomme ham hjem fra sit selvvalgte eksil i USA: Aquino nåede aldrig at opleve sløjferne, han blev snigmyrdet da han forlod sit fly i Manila International Airport den 21. august 1983. Hans død førte til en række begivenheder som kulminerede i EDSA Revolutionen hvor præsident Ferdinand Marcos blev væltet. Farven gul var et symbol på oppositionen til Marcos og blev senere også associeret til den nye præsident, Aquinos enke, Corazon Aquino. Brugen af den gule sløjfes begyndte at stige igen i 2009 som støtte for en skrantende Corazón Aquino. Efter hendes død den 1. august 2009, bar folk gule trøjer og bandt gule sløjfer på gaderne i sorg. Kort efter blev sløjfen benyttet til at sprede ønsket om at Aquino-parrets søn burde deltage i præsidentvalget i 2010. Da Benigno Aquino III endelig stillede op til valget benyttede han sløjfen i sin kampagne. I september 2010 benyttede man igen den gule sløjfe som et symbol i Filippinerne ved at snøre gult isolerbånd rundt om pegefingeren. Symbolet viste støtte for "We Are One Filipino-bevægelsen", en filippinsk-amerikansk støttemøde for Benigno Aquino III på Plaza de César Chavez i San Jose i Californien. I Filippinerne er farven mere eller mindre associeret med Aquino-familien og i forlængelse deraf, det liberale parti.
 Singapore
I Singapore har regeringen iværksat en årlig gul-sløjfe-kampagne med det formål at give løsladte fra landets fængsler en ny chance i samfundet. Typisk viser en person i støtte ved at sætte en gul sløjfe-nål på sin trøje under en årlige kampagne i september måned.
 Sverige
Veteranforeningen Fredsbaskrarna Sverige har taget den gule sløjfe til sig til støtte for de soldater som gør tjeneste i internationale operationer for Försvarsmakten. For hvert solgt gul sløjfe går overskuddet ubeskåret til Fredsbaskrarnas kammeratstøtte, som har til formål at hjælpe veteraner som er blevet såret fysisk eller psykisk under sin udsendelse og har behov for rehabilitering eller anden hjælp.
 Sydkorea
Om morgenen den 16. april 2014 kæntrede færgen Sewol under sejladsen fra Incheon til Jeju. Da den japanskbyggede færge kæntrede færgen med 476 personer om bord, hovedparten var skoleelever fra Danwon High School i Ansan. I alt mistede 304 passengerer og besætningsmedlemmer livet. Den gule sløjfe blev benyttet som et symbol på solidaritet med ofrenes familier.
 Tyskland
Sløjfen er et symbol for solidaritet og støtte og bliver ofte benyttet som et tegn på støtte til soldater i international tjeneste, men også civile initiativer benytter symbolet.